# سمه علي ينوف بن ذمار علي
سمه علي ينوف الثاني بن ذمار علي وتر: مكرب سبئي، وهو ابن ذمار علي وتر. كان حكمه فيما بين (528 ق م - 510 ق م) بحسب تقدير هيرمان فون ويسمان،وحوالي (500 ق م - 485 ق م) وفقًا لرأي عالم الآثار كينيث كيتشن.
اشتهر سمه علي ينوف الثاني بأنه أحد بناة سد مأرب، وهو ما ورد في العديد من النقوش الإنشائية. ووفقًا لهؤلاء، قطعت القناة الشمالية من السد الجنوبي بالصخر، حيث كانت القناة الرئيسية يسران تروي واحة مأرب الجنوبية. تم الانتهاء من بناء السد من قبل ابنه وخليفته يثع أمر بين الثاني.

## مؤلفات
- والتر دبليو مولر (محرر) / هيرمان فون ويسمان: تاريخ سبأ الثاني. الإمبراطورية العظيمة للسبئيين حتى نهايتها في أوائل القرن الرابع قبل الميلاد (Österreichische Akademie der Wissenschaften، Philosophisch-historyische Klasse. Sitzungsberichte، vol. 402) Verlag der österreichischen Akademie der Wissenschaften Wien، 1982. ISBN 3700105169 (في سمه علي ينوف الثالث: ص 257-261).